# بلکا و استرلکا

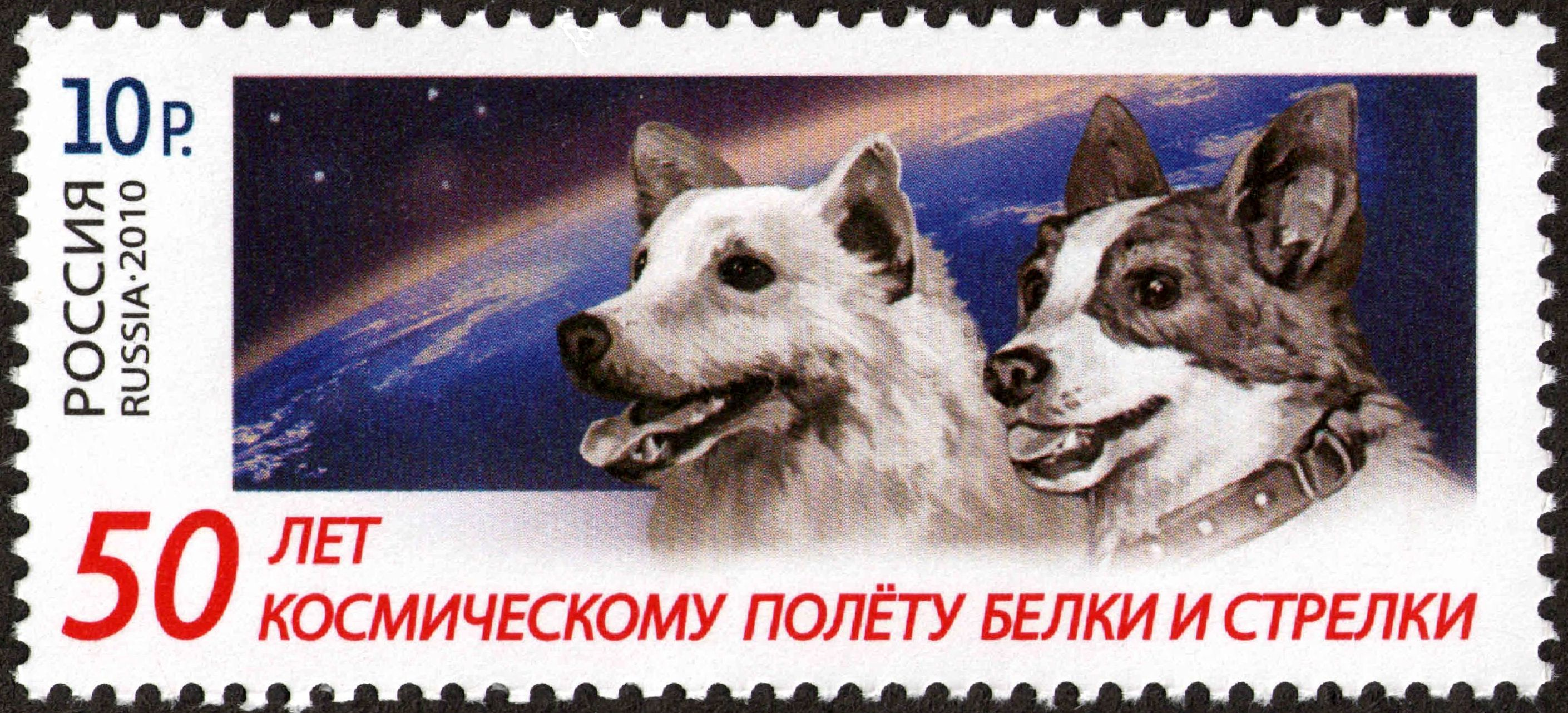
بلکا و استرلکا روی تمبر یادبود روسیه در سال ۲۰۱۰، به مناسبت پنجاهمین سالگرد پرواز فضایی آن‌ها

بلکا (روسی: Белка، به‌معنای لغوی سنجاب یا به‌طور ضمنی «سپیدا») و استرِلکا (Стрелка، به‌معنای «پیکان») دو سگ بودند که یک روز کامل را در فضا، سوار بر کورابل-اسپوتنیک ۲ (اسپوتنیک ۵)، در ۱۹ اوت ۱۹۶۰ گذراندند و سپس سالم به زمین بازگشتند. آن‌ها نخستین جانداران پیچیده‌ای بودند که یک سفر مداری به فضا را انجام دادند و زنده بازگشتند.
آن‌ها همراه با ۴۲ موش، یک خرگوش خاکستری، دو موش صحرایی، مگس‌ها، و چند گیاه و قارچ به فضا فرستاده شدند. همهٔ سرنشینان این مأموریت زنده ماندند. اسپوتنیک ۵، هفده بار به دور زمین چرخید و به مدت ۲۷ ساعت در مدار بود. این نخستین بار بود که جاندارانی زمینی، به فضا رفته و پس از طی مسیر مداری، زنده به زمین بازمی‌گشتند. آخرین بار پیش از این، در ۲۰ فوریهٔ ۱۹۴۷، تعدادی مگس میوه با پروازی زیرمداری توسط آمریکا به فضا فرستاده شدند و زنده ماندند.
هدف از این مأموریت، بررسی و درک واکنش جانداران به قرار گرفتن در شرایط بی‌وزنی در فضای خارج از زمین بود.
استرلکا بعدها با سگی نر به نام پوشوک که در بسیاری از آزمایش‌های زمینی مرتبط با فضا شرکت داشت (اما هرگز به فضا نرفت) صاحب شش توله شد. یکی از این توله‌ها پوشینکا (Пушинка، به‌معنای «نرم و پشمالو») نام داشت و در سال ۱۹۶۱ از سوی نیکیتا خروشچف به رئیس‌جمهور جان اف. کندی هدیه داده شد. سگی به نام چارلی که متعلق به خانواده کندی بود، با پوشینکا جفت‌گیری کرد و حاصل آن چهار توله‌سگ بود که جان اف. کندی به شوخی آن‌ها را «پاپ‌نیک» (pupniks) نامید. دو تا از توله‌ها، «باترفلای» و «استریکر»، به کودکانی در نواحی میانهٔ غربی آمریکا اهدا شدند. دو تولهٔ دیگر، «وایت تیپس» و «بلکی»، در خانه کندی در جزیرهٔ اسکوآ زندگی کردند اما بعدها به دوستان خانوادگی‌شان داده شدند. نسل‌های بعدی پوشینکا تا سال ۲۰۱۵ همچنان زنده بودند. تصویری از نوادگان برخی از این «سگ‌های فضایی» در موزهٔ زِوزدا در تومیلیتو واقع در حومه مسکو به نمایش درآمده است.
یک فیلم پویانمایی بلند روسی به نام بلکا و استرلکا: سگ‌های ستاره (عنوان انگلیسی: Space Dogs) در سال ۲۰۱۰ منتشر شد.